# Levi Leipheimer
Levi Leipheimer (ur. 24 października 1973 w Butte, Montana) – amerykański kolarz szosowy, brązowy medalista olimpijski. Nie startuje od 2013, jego ostatnią drużyną była Omega Pharma-Quick Step. Wcześniej jeździł w holenderskiej ekipie Rabobank, niemieckiej Gerolsteiner, amerykańskiej Discovery Channel Pro Cycling Team, kazachskiej Team Astana i amerykańskiej Team RadioShack. Wyróżnia się dobrą jazdą w górach i w jeździe indywidualnej na czas.

## Kariera
Levi zaczynał swoją karierę w 1998, w ekipie Saturn. W 2000 Amerykanin trafił do US Postal, gdzie ścigał się do 2002. Podczas pobytu przy boku Lance'a Armstronga Leipheimer znacznie poprawił swoje umiejętności jazdy w górach oraz jazdy na czas. Potwierdzeniem wzrostu umiejętności amerykańskiego kolarza było bardzo dobre 3. miejsce w generalnej klasyfikacji Vuelta a España. Co więcej, Leipheimer okazał się lepszy nawet od lidera zespołu na hiszpański wyścig – Roberto Herasa, który był ostatecznie czwarty.
Pobyt w US Postal nie trwał jednak zbyt długo, bo już w 2002 Levi przeniósł się do holenderskiej ekipy Rabobank. W holenderskiej drużynie został liderem na Tour de France, gdzie uplasował się na przyzwoitej 8. pozycji. W kolejnych latach na francuskim wyścigu nie spełnił do końca pokładanych w nim oczekiwań i nie poprawił już wyniku uzyskanego w 2002.
Lata 2005-2006 Amerykanin spędził w niemieckiej ekipie Gerolsteiner. Popularni "Mineralni" powierzyli mu również rolę lidera na Tour de France. W 2005, w ramach przygotowań na Wielkiej Pętli zajął 2. miejsce w klasyfikacji końcowej Tour de Georgia, gdzie pokonał go tylko jego młodszy rodak Tom Danielson. Podczas czerwcowego Critérium du Dauphiné Libéré zaprezentował bardzo dobrą formę i ostatecznie uplasował się na wysokiej 3. pozycji. W obliczu dobrej dyspozycji prezentowanej tuż przed Tourem stał się jednym z faworytów do zajęcia miejsca na podium w Paryżu. Levi na podium ostatecznie nie stanął, ale mimo wszystko i tak zaprezentował się dobrze, i zajął w końcowej klasyfikacji 6. miejsce. W sierpniu wygrał cały wyścig Deutschland Tour.
W 2006 wszystko układało się po myśli amerykańskiego kolarza. Podczas czerwcowego Critérium du Dauphiné Libéré, podobnie jak rok wcześniej zaprezentował bardzo dobrą formę, tyle że teraz stanął na najwyższym stopniu podium. Tuż przed startem Tour de France 2006 wybuchła słynna dopingowa afera Operación Puerto, w którą zamieszani byli wielcy faworyci Touru – Ivan Basso, Jan Ullrich, Francisco Mancebo oraz wielu zawodników Liberty Seguros, w związku z czym na starcie nie mógł stanąć również Aleksander Winokurow. Z powodu wykluczenia tylu faworytów Levi Leipheimer stał się jednym z głównych pretendentów do wygrania wyścigu. Podczas pierwszej czasówki Levi poniósł jednak olbrzymie straty i zaprzepaścił swoje wielkie szanse na końcowy sukces. Co prawda na kolejnych etapach prezentował się już znacznie lepiej, ale pozwoliło mu to zająć dopiero 13. miejsce w końcowej klasyfikacji Touru.
Po paru latach spędzonych w europejskich ekipach Levi przeniósł się do Discovery Channel Pro Cycling Team, gdzie po raz kolejny miał zostać liderem na Tour de France. Na początku sezonu wygrał na swej ojczystej ziemi Tour of California, wygrywając przy tym dwie czasówki. W ramach przygotowań na lipcowego Tour de France notował kolejne dobre wyniki – wygrał m.in. dwa etapy podczas Tour de Georgia. Został również mistrzem USA w wyścigu ze startu wspólnego. Na Tour de France co prawda udało mu się wreszcie wspiąć na podium (zajął 3. miejsce – było to do tej pory najlepsze osiągnięcie Amerykanina na Tourze), ale główną gwiazdą drużyny Discovery był nie on, a zwycięzca całego wyścigu Hiszpan Alberto Contador. Swoją dobrą lokatę na Tourze Leipheimer udokumentował podczas ostatniej czasówki, którą wygrał. W sierpniu forma nadal nie opuszczała Amerykanina, co pozwoliło mu zająć 2. miejsce w klasyfikacji końcowej Deutschland Tour.
Po sezonie 2007 przestała istnieć dotychczasowa drużyna Leipheimera, dlatego podobnie jak wielu jego kolegów z ekipy postanowił przenieść się do ekipy Team Astana, gdzie miał być jednym z trójki liderów, obok Alberto Contadora i Andreasa Klödena. Drużyna Team Astana nie została zaproszona na Tour de France, dlatego też Amerykanin zdecydował się na start w Giro d'Italia, w którym zajął dopiero 18. miejsce. Z dużo lepszej strony pokazał się na czerwcowym Critérium du Dauphiné Libéré, gdzie wygrał prolog i zajął 3. miejsce.
Od 2010 reprezentował barwy Team RadioShack, z którym wygrał Tour de Suisse 2011, a w 2012 – po rozwiązaniu tego teamu – dołączył do Omega Pharma-Quick Step.
Obecnie mieszka w Santa Rosa w Kalifornii.

## Osiągnięcia
- dwa zwycięstwa etapowe w Vuelta a España 2008 i 3. miejsce w klasyfikacji generalnej Vuelta a España 2001.
- zwycięstwo etapowe w Tour de France 2007 – Levi Leipheimer trzykrotnie kończył Tour de France w pierwszej dziesiątce, w tym 3. miejsce w 2007 roku
- zwycięstwo w klasyfikacji generalnej Deutschland Tour (2005) i  2. miejsca w latach 2006 i 2007
- brązowy medal na Igrzyskach Olimpijskich 2008 w jeździe indywidualnej na czas
- 1. miejsce w klasyfikacji generalnej Tour of California 2007 (zwycięstwa w Prologu i 5 etapie – jeździe indywidualnej na czas) oraz Tour of California 2008
- 1. miejsce w klasyfikacji generalnej Dauphiné Libéré 2006
- 1. miejsce w klasyfikacji generalnej Tour de Suisse 2011